# Frans Oerder
Frans David Oerder (Rotterdam, 7 april 1867 - Pretoria, 15 juli 1944) was een Nederlands-Zuid-Afrikaans schilder, lithograaf en etser.

## Biografie
Oerder kreeg zijn opleiding aan de Rotterdamse Academie tussen 1880 en 1885. Daarna reisde hij met een beurs naar Italië en studeerde hij in Brussel. In 1890 emigreerde hij naar Zuid-Afrika, waar hij woonde en werkte in Kaapstad en Pretoria. In 1899 werd Oerder door Paul Kruger officieel tot oorlogskunstenaar benoemd, en maakte hij diverse schilderijen en schetsen van de Tweede Boerenoorlog. Tussen 1908 en 1938 woonde Oerder weer in Nederland, waar hij werkte in Brabant en Amsterdam. In 1938 keerde hij terug naar Zuid-Afrika, waar hij in 1944 overleed.

## Werk
Het werk van Oerder is gevarieerd in vorm en stijl. Hij maakte schilderijen, etsen en ander grafisch werk. Oerder werd beroemd en geliefd door zijn bloemenstillevens, maar hij schilderde ook oorlogsschilderijen, portretten, naakten, landschappen en het boerenleven.

### Familie
Oerder was een zoon van boekhouder Johannes Carolus Oerder (1831-1888) en Cornelia Maria de Kok (1825-1876); zijn vader hertrouwde in 1879 met een predikantsdochter. Hij trouwde in 1909 met de 18 jaar jongere Petronella Gerarda Pitlo (1885), dochter van een postdirecteur en die al eerder een door echtscheiding ontbonden huwelijk had gehad; met haar kreeg hij in 1910 een zoon Tom, en in 1913 nog een zoontje, Jacobus, die in 1920 op 6-jarige leeftijd overleed. Het huwelijk met Pitlo eindigde in 1927 na echtscheiding, hoewel zij zijn naam bleef dragen en zich in Johannesburg vestigde.

## Musea
Werk van Oerder is aanwezig in verschillende museale collecties. In Zuid-Afrika is zijn werk onder meer aanwezig in het Iziko Kunstmuseum in Kaapstad, het MuseuMAfricA in Johannesburg en het Oorlogsmuseum in Bloemfontein. In Nederland is werk van Oerder te vinden in het Zuid-Afrikahuis en Het Noordbrabants Museum.

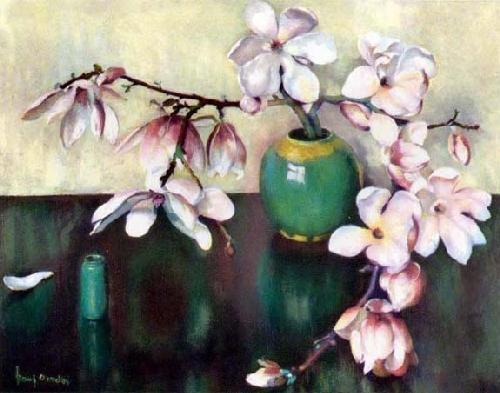
Magnolia's
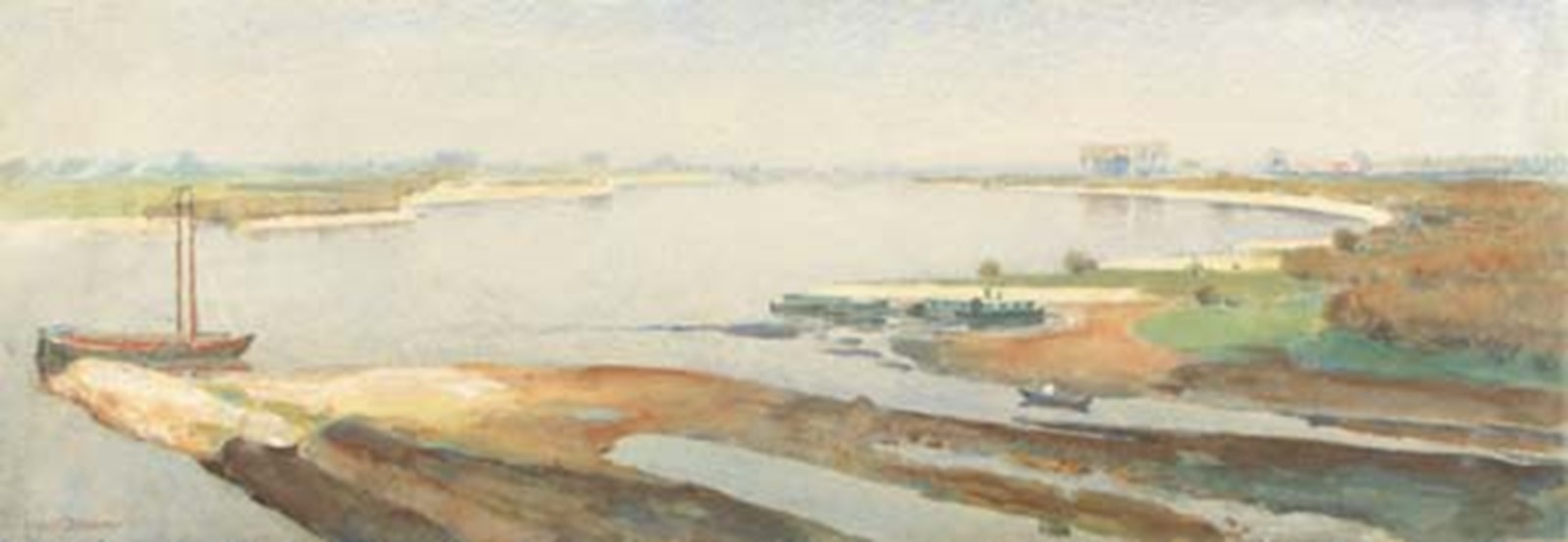
De Waal bij Nijmegen
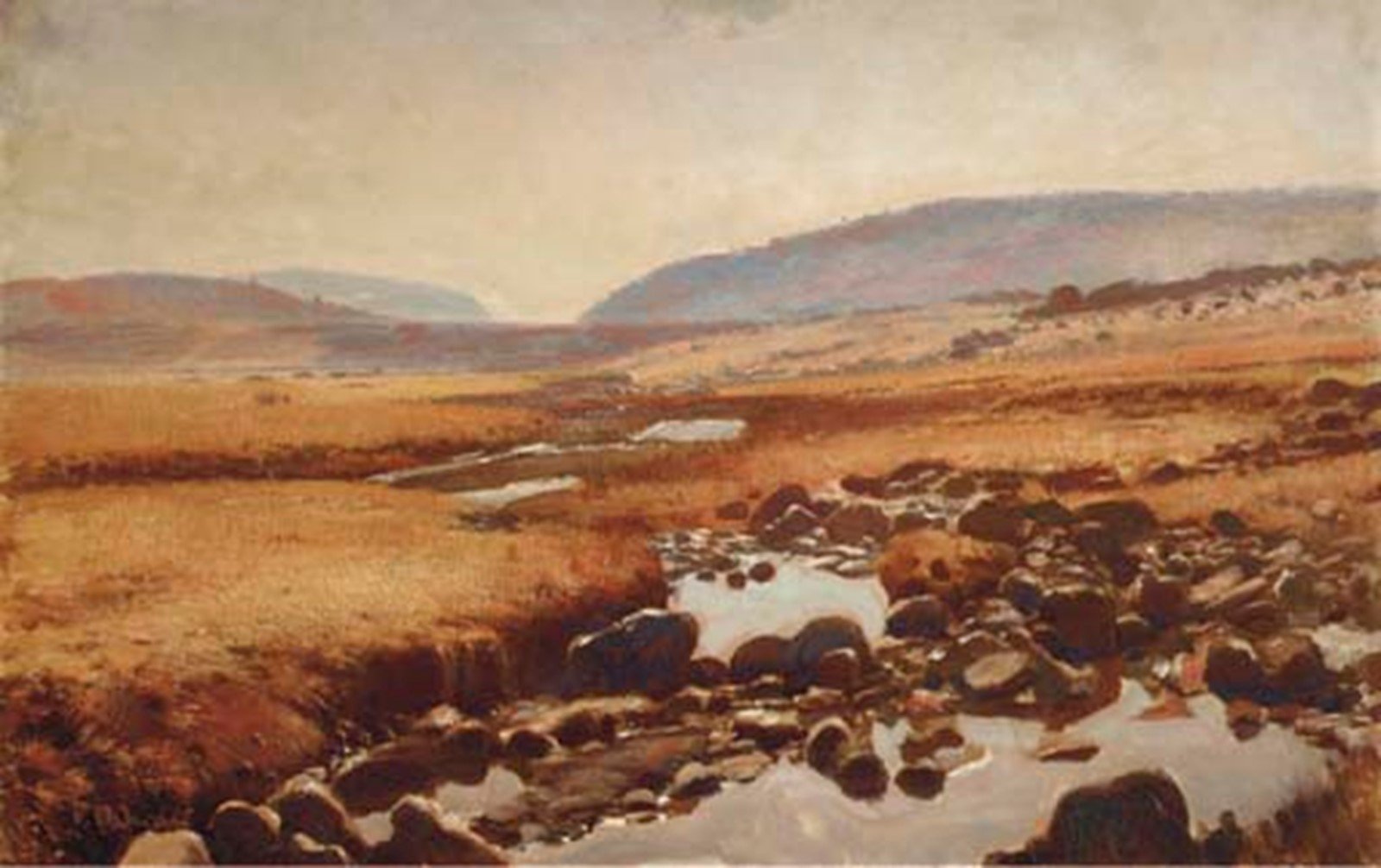
Landschap in Zuid-Afrika
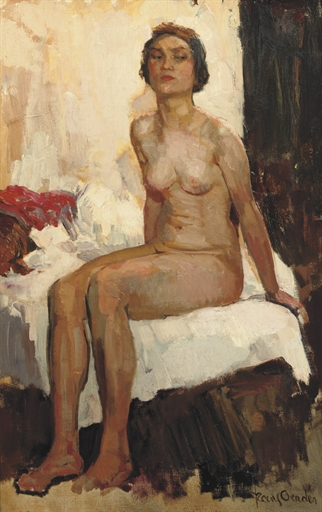
Zittend naakt
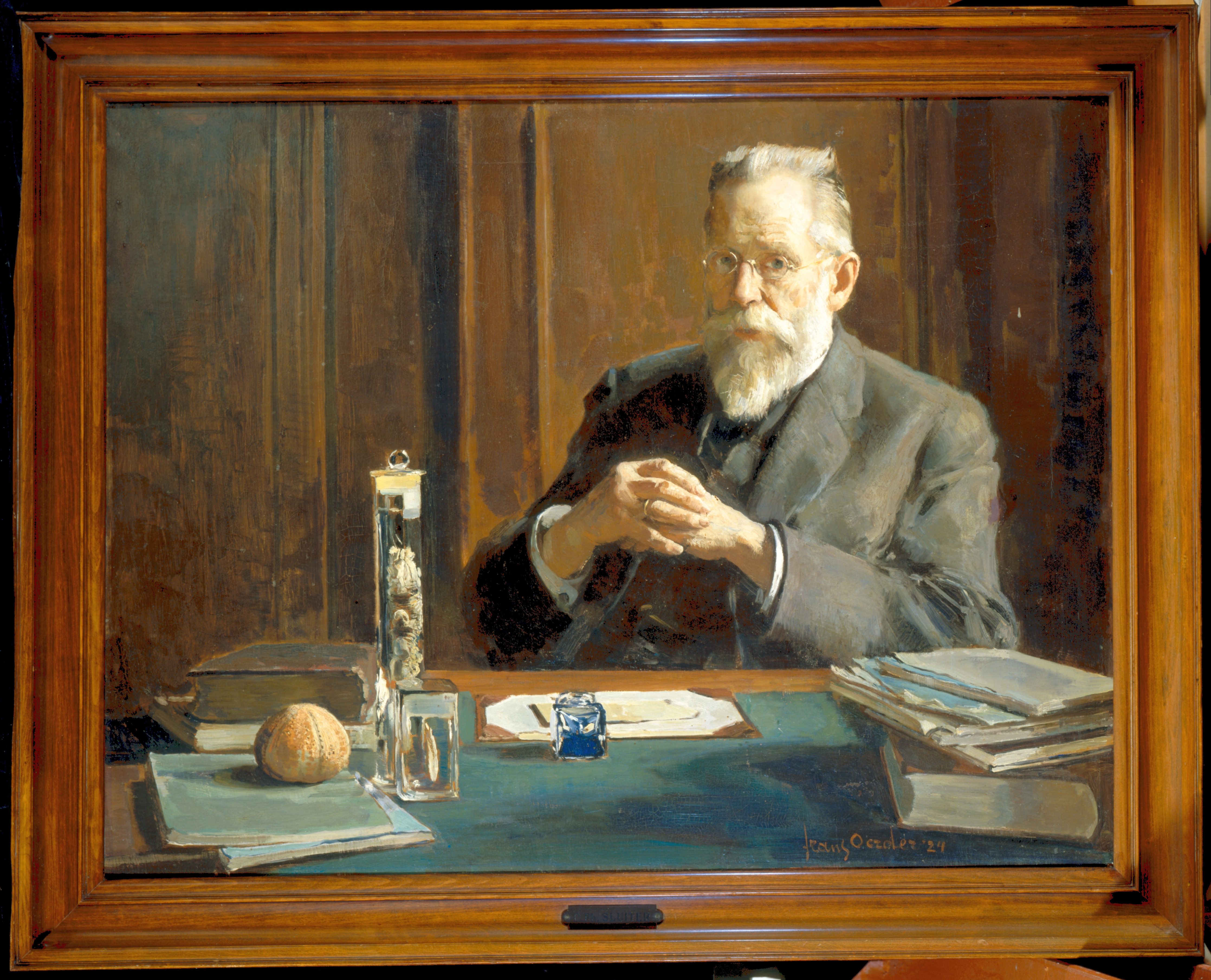
Portret van Carel Sluiter